# Japanse hockeyploeg (vrouwen)
De Japanse hockeyploeg voor vrouwen is de nationale ploeg die Japan vertegenwoordigt tijdens interlands in het hockey. Het beste prestatie op het wereldkampioenschap was de vijfde plaats in 2006 . Op de Olympische Spelen debuteerde het in 2004 met een achtste plaats. Op de Champions Trophy debuteerden de Aziaten in 2007. Japan werd in 2007 en 2013 Aziatisch kampioen.

## Erelijst Japanse hockeyploeg
| Jaar | Champions Trophy           | Aziatisch kampioenschap | Olympische Spelen          | Wereldkampioenschap               | Hockey World League Hockey Pro League |
| ---- | -------------------------- | ----------------------- | -------------------------- | --------------------------------- | ------------------------------------- |
| 1971 |                            |                         |                            | 11e IFWHA WK 1971 Auckland        |                                       |
| 1972 |                            |                         |                            | geen deelname                     |                                       |
| 1974 |                            |                         |                            | geen deelname                     |                                       |
| 1975 |                            |                         |                            | 14e IFWHA WK 1975 Edinburgh       |                                       |
| 1976 |                            |                         |                            | geen deelname                     |                                       |
| 1978 |                            |                         |                            | 6e WK 1978 Madrid                 |                                       |
| 1979 |                            |                         |                            | 12e IFWHA WK 1979 Vancouver       |                                       |
| 1980 |                            |                         | geen deelname              |                                   |                                       |
| 1981 |                            | AC 1981 Kyoto           |                            | 7e WK 1981 Buenos Aires           |                                       |
| 1983 |                            |                         |                            | geen deelname                     |                                       |
| 1984 |                            |                         | geen deelname              |                                   |                                       |
| 1985 |                            | AC 1985 Seoel           |                            |                                   |                                       |
| 1986 |                            |                         |                            | geen deelname                     |                                       |
| 1987 | geen deelname              |                         |                            |                                   |                                       |
| 1988 |                            |                         | geen deelname              |                                   |                                       |
| 1989 | geen deelname              | AC 1989 Hongkong        |                            |                                   |                                       |
| 1990 |                            |                         |                            | 11e WK 1990 Sydney                |                                       |
| 1991 | geen deelname              |                         |                            |                                   |                                       |
| 1992 |                            |                         | geen deelname              |                                   |                                       |
| 1993 | geen deelname              | geen deelname           |                            |                                   |                                       |
| 1994 |                            |                         |                            | geen deelname                     |                                       |
| 1995 | geen deelname              |                         |                            |                                   |                                       |
| 1996 |                            |                         | geen deelname              |                                   |                                       |
| 1997 | geen deelname              |                         |                            |                                   |                                       |
| 1998 |                            |                         |                            | geen deelname                     |                                       |
| 1999 | geen deelname              | geen deelname           |                            |                                   |                                       |
| 2000 | geen deelname              |                         | geen deelname              |                                   |                                       |
| 2001 | geen deelname              |                         |                            |                                   |                                       |
| 2002 | geen deelname              |                         |                            | 10e WK 2002 Perth                 |                                       |
| 2003 | geen deelname              |                         |                            |                                   |                                       |
| 2004 | geen deelname              | AC 2004 New Delhi       | 8e OS 2004 Athene          |                                   |                                       |
| 2005 | geen deelname              |                         |                            |                                   |                                       |
| 2006 | geen deelname              |                         |                            | 5e WK 2006 Madrid                 |                                       |
| 2007 | 5e CT 2007 Quilmes         | AC 2007 Hongkong        |                            |                                   |                                       |
| 2008 | 6e CT 2008 Mönchengladbach |                         | 10e OS 2008 Peking         |                                   |                                       |
| 2009 | geen deelname              | 4e AC 2009 Bangkok      |                            |                                   |                                       |
| 2010 | geen deelname              |                         |                            | 11e WK 2010 Rosario               |                                       |
| 2011 | geen deelname              |                         |                            |                                   |                                       |
| 2012 | 5e CT 2012 Rosario         |                         | 9e OS 2012 Londen          |                                   |                                       |
| 2013 |                            | AC 2013 Ipoh            |                            |                                   | 9e HWL 2012-13                        |
| 2014 | 8e CT 2014 Mendoza         |                         |                            | 10e WK 2014 Den Haag              |                                       |
| 2015 |                            |                         |                            |                                   | 12e HWL 2014-15                       |
| 2016 | geen deelname              |                         | 10e OS 2016 Rio de Janeiro |                                   |                                       |
| 2017 |                            | 4e AC 2017 Kakamigahara |                            |                                   | 11e HWL 2016-17                       |
| 2018 | 5e CT 2018 Changzhou       |                         |                            | 13e WK 2018 Londen                |                                       |
| 2019 |                            |                         |                            |                                   | geen deelname                         |
| 2021 |                            |                         | 11e OS 2020 Tokio          |                                   | geen deelname                         |
| 2022 |                            | AC 2022 Muscat          |                            | 11e WK 2022 / Amstelveen/Terrassa | geen deelname                         |
| 2023 |                            |                         |                            |                                   | geen deelname                         |
| 2024 |                            |                         | 10e OS 2024 Parijs         |                                   | geen deelname                         |
| 2025 |                            |                         |                            |                                   | geen deelname                         |